# Pan de Palo
Pan de Palo är en ort i Mexiko.   Den ligger i kommunen Acapetahua och delstaten Chiapas, i den sydöstra delen av landet, 800 km sydost om huvudstaden Mexico City. Pan de Palo ligger 28 meter över havet och antalet invånare är 136.
Terrängen runt Pan de Palo är platt. Runt Pan de Palo är det ganska tätbefolkat, med 60 invånare per kvadratkilometer. Närmaste större samhälle är Escuintla, 9,0 km nordost om Pan de Palo. Omgivningarna runt Pan de Palo är en mosaik av jordbruksmark och naturlig växtlighet.